# Eugen Tripolsky
Eugen Tripolsky (nach russischer Transkription Jewgeni Leonidowitsch Tripolski; * 30. Januar 1962 in Dnipropetrowsk, dem heutigen Dnipro) ist ein deutscher Schachschiedsrichter und -spieler ukrainischer Herkunft.
Tripolsky wuchs in Dnipropetrowsk in einer russisch-jüdischen Familie auf. Schachspielen lernte er im Alter von sechs Jahren von seinem Vater. 1974 trat er einem Schachclub in Dnipropetrowsk bei, bei dem sein Trainer der Internationale Meister Witali Salzmann war, der inzwischen in den USA unterrichtet. Den größten schachlichen Einfluss auf ihn hatte sein späterer Trainer Wladimir P. Gergel (FIDE-Meister, * 1939). 1977 wurde Tripolsky bei der Schulmeisterschaft der Ukrainischen SSR Vizemeister. Im Jahr 2000 gewann er die Blitzmeisterschaft der Oblast Dnipropetrowsk.
Bekannt wurde Tripolsky in der Ukraine als Schiedsrichter. Er war zum Beispiel Schiedsrichter bei der U16-Jugendolympiade in Artek.
Seit November 2000 trägt Tripolsky den Titel Internationaler Meister. Die Normen hierfür machte er bei zwei Turnieren in der Ukraine. Seit 2001 ist er Internationaler Schiedsrichter der FIDE. Von 1982 bis 2002 war er Schachtrainer in der Schachschule Nummer 9 in Dnipropetrowsk. 2002 übersiedelte Tripolsky nach Deutschland. Er spielte dort zuerst für den BSW Wuppertal, dann für den Ennepetal/Schwelmer Verein SG Ennepe-Ruhr Süd, bei dem er auch für die 1. Mannschaft Trainer ist. Seit seinem Umzug nach Berlin-Wilmersdorf unterrichtet er zusätzlich dort im Bereich Kinder- und Jugendschach. Seit dem 21. Mai 2009 ist er nicht mehr beim ukrainischen, sondern beim deutschen Schachbund gemeldet.